# Dichagyris eos
Dichagyris eos là một loài bướm đêm trong họ Noctuidae.